# 조정은 (1979년)
조정은(1979년 7월 17일 ~ )은 대한민국의 뮤지컬 배우이다.

## 약력
어린 시절부터 연기를 하고 싶어서 계원예술고등학교에 진학했다. 계원예고 진학 후 노래로 연기를 할 수 있다는 사실에 재미를 느껴서 뮤지컬 배우를 꿈꾸기 시작했다. 동국대학교에서 연기를 전공했으며, 2001년 서울예술단에 입단하여 같은 해 뮤지컬 《태풍》으로 데뷔했다. 2003년 《로미오와 줄리엣》으로 제9회 한국뮤지컬대상 여우신인상을 받으면서 주목받았다. 이후 《젊은 베르테르의 슬픔》, 《미녀와 야수》 등에 출연했고 2007년 《스핏파이어 그릴》을 끝낸 뒤 영국으로 2년 간 유학을 떠나 왕립스코트음악연극대학교(현, 스코틀랜드왕립예술원(RCS)) 대학원을 졸업했다. 한국으로 돌아와 복귀작으로 유학 전 《스핏파이어 그릴》을 함께 한 김달중 연출, 변희석 음악감독과 함께 《로맨스 로맨스》에 출연했다. 2011년 서울대표창작뮤지컬 《피맛골 연가》로 제17회 한국뮤지컬대상 여우주연상을 수상했다.

## 학력
- 계원예술고등학교 연극영화과 졸업
- 동국대학교 예술대학 연극영화학 학사
- 영국 왕립스코트음악연극대학교(Royal Scottish Academy of Music and Drama) 대학원 뮤지컬 석사[5]

## 활동 내역

### 뮤지컬
- 2001년 창작가무극 《태풍》 ... 에어리얼 (예술의전당 오페라극장) 서울예술단
- 2001년 야외음악총체극 《고려의 아침》 ... 앙상블 (올림픽공원 88호수 수변무대) 서울예술단
- 2001년 창작가무극 《바람의 나라》 ... 정령들 (예술의전당 오페라극장) 서울예술단
- 2002년 야외음악총체극 《고려의 아침》 ... 판각수 (올림픽공원 88잔디마당) 서울예술단
- 2002년 창작음악극 《로미오와 줄리엣》 ... 줄리엣 역 (예술의전당 토월극장) 서울예술단
- 2002년 창작가무극 《태풍》 ... 미란다 역 (국립극장 해오름극장) 서울예술단
- 2003년 창작음악극 《로미오와 줄리엣》 ... 줄리엣 역 (문예진흥원예술극장 대극장) 서울예술단
- 2003년 뮤지컬 《젊은 베르테르의 슬픔》 ... 롯데 역 (연강홀) 극단갖가지
- 2003년 뮤지컬 《젊은 베르테르의 슬픔》 ... 롯데 역 (예술의전당 토월극장) 극단갖가지
- 2003년 뮤지컬 《크리스마스 캐롤》 ... 구세군2 역 (예술의전당 토월극장) 서울예술단
- 2004년 뮤지컬 《젊은 베르테르의 슬픔》 ... 롯데 역 (씨아트뮤지컬극장) 극단갖가지
- 2004-2005년 뮤지컬 《미녀와 야수》 ... 벨 역 (LG아트센터) 설앤컴퍼니
- 2005년 창작음악극 《로미오와 줄리엣》 ... 줄리엣 역 (예술의전당 토월극장) 서울예술단
- 2006년 뮤지컬 《젊은 베르테르의 슬픔》 ... 롯데 역 (아르코예술극장 대극장) 극단갖가지
- 2006년 뮤지컬 《화성에서 꿈꾸다》 ... 빙허각 이씨 역 (경기도문화의전당 대공연장) 경기도문화의전당
- 2007년 뮤지컬 《스핏파이어 그릴》 ... 펄시 탈봇 역 (충무아트홀 소극장 블루) 쇼노트
- 2010년 뮤지컬 《로맨스 로맨스》 ... 조세핀 베닝거, 그녀 역 (대학로 문화공간 이다 1관) 애플팝엔터테인먼트
- 2010년 뮤지컬 《피맛골 연가》 ... 홍랑 역 (세종문화회관 대극장) 서울특별시, 세종문화회관
- 2010-2011년 뮤지컬 《지킬 앤 하이드》 ... 엠마 커루 역 (샤롯데씨어터) 오디뮤지컬컴퍼니, CJ E&M
- 2011년 뮤지컬 《피맛골 연가》 ... 홍랑 역 (세종문화회관 대극장) 서울특별시, 세종문화회관
- 2011-2012년 뮤지컬 《조로》 ... 루이사 역 (블루스퀘어 삼성전자홀) 쇼팩, 행복나눔재단
- 2012년 뮤지컬 《맨 오브 라만차》 ... 알돈자 역 (샤롯데씨어터) 오디뮤지컬컴퍼니, CJ E&M
- 2012-2013년 뮤지컬 《레미제라블》 ... 판틴 역 (블루스퀘어 삼성전자홀) 레미제라블코리아
- 2014년 창작가무극 《소서노》 ... 소서노 역 (예술의전당 오페라극장) 서울예술단
- 2014년 뮤지컬 《드라큘라》 ... 미나 머레이 역 (예술의전당 오페라극장) 오디뮤지컬컴퍼니, 롯데엔터테인먼트, 씨제스엔터테인먼트
- 2014-2015년 뮤지컬 《지킬 앤 하이드》 ... 엠마 커루 역 (블루스퀘어 삼성전자홀) 오디뮤지컬컴퍼니, 롯데엔터테인먼트
- 2015년 뮤지컬 《엘리자벳》 ... 엘리자벳 역 (블루스퀘어 삼성전자홀) EMK뮤지컬컴퍼니
- 2015-2016년 뮤지컬 《레미제라블》 ... 판틴 역 (블루스퀘어 삼성전자홀) 레미제라블코리아
- 2016-2017년 뮤지컬 《몬테크리스토》 ... 메르세데스 역 (충무아트센터 대극장) EMK뮤지컬컴퍼니
- 2017-2018년 뮤지컬 《모래시계》 ... 윤혜린 역 (충무아트센터 대극장) 인사이트엔터테인먼트
- 2018년 뮤지컬 《닥터 지바고》 ... 라라 역 (샤롯데씨어터) 오디컴퍼니, 롯데엔터테인먼트
- 2020년 뮤지컬 《드라큘라》 ... 미나 머레이 역 (샤롯데씨어터) 오디컴퍼니, 롯데엔터테인먼트, 씨제스엔터테인먼트

### 콘서트
- 2019년 조정은 1st CONCERT <마주하다> - 2019년 11월 19일~20일 블루스퀘어 아이마켓홀

### 기타 공연
- 2005년 2005 뮤지컬 빅 콘서트 ‘Open Door! Open Musical! 올댓뮤지컬(All that Musical)’ - 2005년 1월 10일 세종문화회관 대극장
- 2005년 제3회 장애어린이축제 ‘극장으로 가는 길’ - 극장길 콘서트 - 2005년 10월 14일 여성플라자
- 2005년 2005 뮤지컬 빅 콘서트 '패션 오브 더 레인’ - 2005년 12월 23일, 25일 유니버설아트센터
- 2005년 뮤지컬스토리콘서트 '러브 다이어리: 사랑을 이루는 일곱가지 지혜’ - 2005년 12월 26일~31일 국립중앙박물관 극장 용
- 2006년 제11회 부산국제영화제 해운대 야외공연 ‘뮤지컬배우 조정은의 가을의 사랑노래’ - 2006년 10월 17일 해운대 야외특설무대
- 2006년 제1회 대한민국뮤지컬페스티벌 - 뮤지컬 갈라쇼 - 2006년 10월 23일
- 2006년 코엑스아트홀 개관 2주년 기념 김다현, 조정은 뮤지컬 콘서트 'City of Fall' - 2006년 9월 16일~17일 코엑스 아트홀
- 2006년 2006 뮤지컬 파워 콘서트 '패션 오브 더 레인’ - 2006년 12월 29일, 31일 유니버설아트센터
- 2009년 '뮤지컬 번지점프를 하다' 워크숍 (태희 역) - 2009년 8월 27일 대학로예술극장 소극장
- 2010년 포스코건설 송도사옥 준공 기념 ‘뮤직 인 시네마’ 콘서트 - 2010년 5월 26일
- 2011년 세종문화회관 천원의 행복 해피콘서트 ‘Zoo Zoo 총회’ - 2011년 5월 29일 세종문화회관 대극장
- 2011년 제1회 서울뮤지컬아티스트페스티벌 ‘SMAF Pride 콘서트 : The M.C. with Friends' - 2011년 9월 19일 두산아트센터 연강홀
- 2013년 CJ문화재단 크리에이티브마인즈 리딩공연 ‘뮤지컬 어차피 혼자’ (독고정순 역) - 2013년 12월 16일~17일 CJ아지트
- 2014년 가스펠토크콘서트 '하늘색 콘서트' - 2014년 6월 9일 대학로 유니플렉스 1관
- 2014년 뮤지컬 피아노 음악회 ‘히즈 피아노 온 브로드웨이’ 게스트 - 2014년 10월 18일 충무아트홀 중극장 블랙
- 2014년 김준수 콘서트 ‘2014 XIA Ballad & Musical Concert with Orchestra vol.3’ 게스트 - 2014년 12월 30일~31일 잠실실내체육관
- 2015년 홍광호 두 번째 콘서트 ‘런던에서 온 편지’ 게스트 - 2015년 2월 8일 올림픽공원 올림픽홀
- 2015년 김선영 단독 콘서트 ‘The Queen's Love Letter’ 게스트 - 2015년 5월 4일 LG아트센터
- 2015년 라민 카림루 내한공연 'An Evening with Ramin Karimloo' 게스트 - 2015년 12월 22일 건국대학교 새천년관 대공연장
- 2016년 옥주현 뮤지컬 데뷔 10주년 기념 콘서트 ‘VOKAL’ 게스트 - 2016년 1월 23일 블루스퀘어 삼성카드홀
- 2016년 2016 자라섬 뮤지컬 페스티벌 - 2016년 9월 3일 경기도 가평군 자라섬
- 2017년 제11회 대구국제뮤지컬페스티벌(DIMF) 개막축하공연 - 2017년 6월 24일 두류공원 야외음악당
- 2017년 2017 서울 스타라이트 뮤지컬 페스티벌 - 2017년 9월 3일 올림픽공원 88잔디마당
- 2017년 롯데엔터테인먼트X오디컴퍼니 뮤지컬 콘서트 '12월의 선물' - 2017년 12월 25일 롯데콘서트홀
- 2018년 제4회 DIMF뮤지컬스타 축하공연 - 2018년 6월 16일 대구오페라하우스
- 2018년 제31회 경찰의 날 기념 '어울림음악회' - 2018년 10월 19일 세종문화회관 대극장
- 2018년 2018 스타라이트 뮤지컬 페스티벌 - 2018년 10월 21일 인천 파라다이스시티
- 2018년 KAIST 발전·후원의 밤 - 2018년 10월 26일 남산제이그랜하우스 젝시가든
- 2018년 2018 그레이트 아티스트 시리즈 FALL in K-Musicals! – 2018년 12월 1일 세종문화회관 대극장
- 2019년 IBK기업은행과 함께하는 사랑 그리고 나눔 콘서트 - 2019년 5월 9일 예술의전당 IBK챔버홀
- 2019년 뮤지컬배우 강필석 단독 콘서트 ‘나의 쉼표’ 게스트  – 2019년 5월 18일 구리아트홀 코스모스 대극장
- 2019년 2019 김문정 ONLY 게스트 - 2019년 6월 7일~8일 LG아트센터

### 홍보대사
- 2011년 제5회 더 뮤지컬 어워즈 홍보대사[6]

## 음반
- 2003년 뮤지컬 로미오와 줄리엣 OST
- 2003년 뮤지컬 젊은 베르테르의 슬픔 OST
- 2010년 뮤지컬 피맛골 연가 OST
- 2011년 뮤지컬 피맛골 연가 OST
- 2012년 헤븐리터치워십 1집 CCM '생수의 강으로'
- 2014년 뮤지컬 드라큘라 Music Video 《Please don't make me love you》
- 2015년 헤븐리터치워십 2집 CCM '하나님의 영광 가운데'
- 2015년 뮤지컬 엘리자벳 Digital Single 《나는 나만의 것 (Ich gehör nur mir)》
- 2016년 뮤지컬 몬테크리스토 Digital Single 《언제나 그대 곁에 (I will be there)》
- 2017년 영화 아나스타샤 20주년 기념(Honor of the film's 20th Anniversary) 《Journey to the past》 - Korean Recording

## 수상 및 후보
- 2003년 제9회 한국뮤지컬대상 여우신인상 수상 《로미오와 줄리엣》[7]
- 2006년 제12회 한국뮤지컬대상 여우주연상 후보 《화성에서 꿈꾸다》
- 2007년 제13회 한국뮤지컬대상 여우주연상 후보 《스핏파이어 그릴》
- 2011년 제5회 더 뮤지컬 어워즈 여우주연상 후보 《지킬 앤 하이드》
- 2011년 제17회 한국뮤지컬대상 여우주연상 수상 《피맛골 연가》[8]
- 2013년 제7회 더 뮤지컬 어워즈 여우조연상 후보 《레미제라블》
- 2013년 제19회 한국뮤지컬대상 여우조연상 후보 《레미제라블》
- 2014년 스테이지톡 관객이 뽑은 2014 최고의 뮤지컬배우 여우주연상 수상 《드라큘라》[9]
- 2015년 스테이지톡 관객이 뽑은 2015 최고의 뮤지컬배우 여우주연상 수상 《엘리자벳》[10]
- 2015년 제11회 골든티켓어워즈 뮤지컬 여자배우상 수상 《엘리자벳》, 《레미제라블》, 《지킬앤하이드》[11]
- 2017년 제11회 대구국제뮤지컬페스티벌 DIMF어워즈 올해의 스타상 수상 《몬테크리스토》[12]